# Municipalità di Chokhatauri
La municipalità di Chokhatauri (in georgiano ჩოხატაურის მუნიციპალიტეტი?) è una municipalità georgiana della Guria.
Nel censimento del 2002 la popolazione si attestava a 24.090 abitanti. Nel 2014 il numero risultava essere 19.001.
La cittadina di Chokhatauri è il centro amministrativo della municipalità, la quale si estende su un'area di 825 km².

## Popolazione
Dal censimento del 2014 la municipalità risultava costituita al 99,66% da persone di etnia georgiana.

## Monumenti e luoghi d'interesse
- Monastero di Udabno